# Соколов Леонід Іванович
Леонід Іванович Соколов (1907, місто Санкт-Петербург, тепер Російська Федерація — 1988, місто Москва, тепер Російська Федерація) — радянський діяч, дипломат, голова Новосибірського облвиконкому, надзвичайний та повноважний посол СРСР у Демократичній Республіці В'єтнам. Депутат Верховної ради Російської РФСР 2-го скликання.

## Біографія
Народився в родині робітника-маляра. У десятирічному віці втратив батька та матір, три роки працював пастухом і наймитом у заможних селян Костромської губернії.
З 1920 року виховувався в дитячому будинку в місті Галич Костромської губернії. Працював учнем шевця, одночасно навчався в семирічній школі. Вступив до комсомолу.
З 1924 по 1926 рік навчався в Костромській радпартшколі. Одночасно працював вихователем дитячого будинку та був секретарем комсомольської організації. Член ВКП(б) з 1926 року.
У 1926—1928 роках — пропагандист повітового комітету ВКП(б) Костромської губернії.
У 1928—1931 роках — студент Ленінградського політико-освітнього інституту імені Надії Костянтинівни Крупської.
У 1931—1932 роках — завідувач сектора масової політпросвітроботи Нижньогородського крайового відділу народної освіти.
З 1932 по 1933 рік служив у Червоній армії. Після демобілізації навчався в аспірантурі Ленінградського політико-освітнього інституту імені Крупської.
З 1933 по 1934 рік працював заступником начальника політичного відділу зернорадгоспу «Сартана» Донецької області.
У 1934—1936 роках — начальник політичного відділу молочно-м'ясного радгоспу № 265 Венгеровського району Західно-Сибірського краю.
У 1936—1938 роках — 1-й секретар Колпашевського районного комітету ВКП(б) Наримського округу.
У 1938 році — заступник завідувача відділу керівних партійних органів Новосибірського обласного комітету ВКП(б).
У 1938 — січень 1939 року — завідувач відділу пропаганди та агітації Новосибірського обласного комітету ВКП(б).
У січні 1939 — 1941 року — секретар Новосибірського обласного комітету ВКП(б) з пропаганди та агітації.
У 1941—1945 роках служив на політичній роботі в Червоній армії, учасник німецько-радянської війни. До 1943 року — начальник політичного відділу 21-ї армії. У 1943—1945 роках — начальник політичного відділу 6-ї гвардійської армії.
У листопаді 1945 — листопаді 1946 року — секретар Новосибірського обласного комітету ВКП(б) з пропаганди та агітації.
У листопаді 1946 — травні 1949 року — голова виконавчого комітету Новосибірської обласної ради депутатів трудящих.
Потім перебував на навчанні.
У 1954—1956 роках — радник посольства СРСР у Демократичній Республіці В'єтнам.
У 1956 — грудні 1957 року — 1-й заступник завідувача Управління кадрів Міністерства закордонних справ СРСР.
3 січня 1958 — 10 квітня 1961 року — надзвичайний та повноважний посол СРСР у Демократичній Республіці В'єтнам.
У 1961—1969 роках — радник V Європейського відділу Міністерства закордонних справ СРСР.
З 1969 року — у відставці в Москві.

## Звання
- полковий комісар
- полковник

## Нагороди
- два ордени Червоного Прапора (14.02.1943, 22.07.1944)
- орден Вітчизняної війни І ст. (10.01.1944)
- орден Вітчизняної війни ІІ ст. (6.04.1985)
- два ордени Трудового Червоного Прапора
- орден Червоної Зірки (29.06.1945)
- медаль «За оборону Сталінграда»
- медаль «За перемогу над Німеччиною у Великій Вітчизняній війні 1941—1945 рр.»
- медалі